# Symplecta beringiana
Symplecta beringiana är en tvåvingeart som beskrevs av Evgenyi Nikolayevich Savchenko 1979. Symplecta beringiana ingår i släktet Symplecta och familjen småharkrankar. Inga underarter finns listade i Catalogue of Life.